# Qué Hiciste
Qué Hiciste – pierwszy singel, promujący pierwszy album hiszpańskojęzyczny (ogólnie szósty) Jennifer Lopez - Como Ama una Mujer. Singel stał się wielkim hitem w Szwajcarii, Grecji, Rumunii, Turcji, we Włoszech, na U.S. Latin Chart, gdzie stał się numerem jeden oraz w Hiszpanii, gdzie sprzedano ponad 260 000 dzwonków oraz ponad 120 000 piosenek w formacie digital download. Lopez zaśpiewała utwór w American Idol 11 kwietnia 2007. Dwa dni po jej występie, singel zadebiutował na iTunes Top 100 na 100. pozycji, a następnie przeskoczył na 91. NMa Billboard Hot 100 zadebiutował na 86. pozycji.

## Pomysł na utwór
Lopez wymyśliła, aby nagrać ten utwór po tym, jak jej mąż, Marc Anthony, opowiedział jej o swoim śnie o hiszpańskim wokaliście Rocío Dúrcal.

## Teledysk
Teledysk został nakręcony w Dumont Dunes w Kalifornii przez Michaela Hussmana. Teledysk zaczyna się od tego, gdy Lopez jedzie starym samochodem przez autostradę na środku pustyni. Następnie dostrzega coś w rodzaju stacji benzynowej i zatrzymuje się tam, aby przebrać się w łazience. W czasie refrenu, pokazana jest, tańcząc wśród płomieni na pustyni. Pokazane są też przebłyski przebierania się przez nią i farbowania sobie włosów.  Kontynuuje swoją jazdę, ale teraz już po piasku, daleko od autostrady. Zatrzymuje się i wyciąga kanister benzyny, którym polewa cały samochód. Kiedy po raz drugi zaczyna się refren, samochód eksploduje za odchodzącą Jennifer. W następnych scenach tańczy (w innych ubraniach) na pustyni.

## Lista utworów
1. "Qué Hiciste" (Album Version)- 4:57
2. "Qué Hiciste" (Radio Edit)- 4:31

## Remiksy
1. "Qué Hiciste" (Remix)- 4:33
2. "Qué Hiciste" (Salsa Remix)- 4:49
3. "Qué Hiciste" (Tony Moran & Warren Rigg's Club Mix)- 10:19
4. "Qué Hiciste" (Tony Moran & Warren Rigg's Dub)- 10:22
5. "Qué Hiciste" (Tony Moran & Warren Rigg's Radio Edit)- 4:38
6. "Qué Hiciste" (Cass & Dubs Remix)- 4:09
7. "Qué Hiciste" (Offer Nissim Remix)- 7:57
8. "Qué Hiciste" (Estefano Dance Version)- 4:30
9. "Qué Hiciste" (Instrumental Version)- 4:58

## Pozycje na listach przebojów
| Lista (2007)                       | Najwyższa pozycja |
| ---------------------------------- | ----------------- |
| Belgium Singles Chart              | 13                |
| Greek Singles Chart                | 7                 |
| German Singles Chart               | 10                |
| Georgian Singles Chart             | 15                |
| Ibero-American Singles Chart       | 11                |
| Italian Singles Chart              | 1                 |
| Latin America Top 40               | 12                |
| Mexican Top 100 Singles Chart      | 48                |
| Romanian Singles Chart             | 3                 |
| Spanish Downloads Chart            | 1                 |
| Swiss Singles Chart                | 1                 |
| Turkish Top 20 Chart               | 8                 |
| U.S. Billboard Hot 100             | 86                |
| U.S. Billboard Hot Dance Club Play | 1                 |
| U.S. Billboard Hot Latin Tracks    | 1                 |
| French Hip Hop Top 50              | 25                |
| French R&B Top 15                  | 5                 |

### Listy końcoworoczne
| Lista końcoworoczna (2007)   | Najwyższa pozycja |
| ---------------------------- | ----------------- |
| Swiss Singles Chart          | 13                |
| Ibero-American Singles Chart | 39                |
| Romanian Singles Chart       | 30                |
| Hungarian Singles Chart      | 32                |
| Russian Singles Chart        | 37                |